# Ubisoft Connect

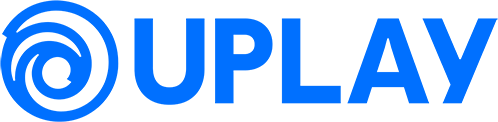
Logo di Uplay fino al 2020

Ubisoft Connect (in precedenza nota come Uplay) è una piattaforma per la distribuzione digitale, la gestione dei diritti digitali, multiplayer e un servizio di  comunicazione sviluppata da Massive Entertainment per fornire un'esperienza simile agli achievements/trofei offerti da altre società di videogiochi.
Il servizio è fornito su diverse piattaforme (PC, PlayStation 4, Xbox One, Wii U, PlayStation 3, Xbox 360, Facebook, iOS, Android, Windows Phone, OnLive). L'applicazione Uplay per il Wii U è uscita dopo il lancio della console il 1 dicembre 2012 sul Nintendo eShop.
Uplay è utilizzato esclusivamente per la distribuzione di giochi prodotti da Ubisoft e, sebbene alcuni titoli di terze parti siano venduti tramite il negozio, non utilizzano la piattaforma Uplay.
Nel software sono presenti la gestione di un proprio profilo, una chat, la possibilità di invitare gli amici, possibilità di salvataggio nel cloud per i progressi di gioco, accumulo di punti e la crescita del livello del profilo.

## Caratteristiche
Con l'uscita di Assassin's Creed II nel 2009, Ubisoft ha lanciato la piattaforma Uplay, che viene attivata sia in-game che tramite il sito web. Uplay consente ai giocatori di connettersi con altri giocatori, guadagnare ricompense basate sugli achievement (chiamate Azioni) nei giochi abilitati all'uso di Uplay, ed il CEO di Ubisoft Yves Guillemot ha dichiarato che "più si gioca, più contenuti gratuiti potrai avere".
Ogni gioco abilitato su Ubisoft Connect ha quattro azioni specifiche che possono essere eseguite, che permettono di incrementare i punti Uplay del giocatore ed il suo livello, che sono denominate Unità. Ogni azione garantisce al giocatore 5, 10, 15, 20, 30 o 40 Unità, che possono quindi essere utilizzate per sbloccare ricompense relative al gioco; le Unità non sono vincolate ai giochi specifici in cui sono state guadagnate ma possono essere usate per acquistare ricompense da qualsiasi gioco disponibile in libreria o per ottenere sconti sull'acquisto di un nuovo gioco o dlc dallo store.
Se l'utente non accede al suo profilo per oltre 4 anni riceve una email di notifica per la cancellazione del profilo dopo 30 giorni se non esegue un nuovo accesso.

## Client
Il client desktop Uplay è uscito il 3 luglio 2012, sostituendo di fatto l'Ubisoft Game Launcher. Il client desktop collega le unità e le ricompense Ubisoft Connect, e collega il profilo Ubi di un giocatore attraverso altre piattaforme (console, Facebook, PC, e smartphone/tablet) all'interno di una singola applicazione. Il client è simile a Steam di Valve e ad Origin di EA, dove l'utente è in grado di acquistare e lanciare giochi dall'applicazione.
Consente agli utenti di navigare e acquistare giochi dal catalogo di Ubisoft. Invece di ricevere una scatola, un disco, o una CD Key, il software acquistato viene legato all'account Uplay dell'utente e deve essere scaricato con il client Ubisoft Connect.
Ubisoft Connect garantisce la disponibilità del download per sempre dopo l'acquisto, ed il gioco può essere scaricato un numero infinito di volte.
Gli utenti possono anche aggiungere alcuni giochi Ubisoft al proprio account Uplay utilizzando CD Key da copie acquistate in negozi fisici, e da copie digitali ottenute da altri servizi di distribuzione.
Per accedere al client è necessario un account Uplay, che può essere utilizzato su piattaforme diverse (console, PC e cellulari) e per accedere ai siti e ai forum online di Ubisoft. Se i clienti hanno già un account Uplay, possono utilizzare le loro credenziali per accedere al client. In caso contrario, verrà chiesto di creare un nuovo account al momento della prima connessione.
In Ubisoft Connect è possibile visualizzare l'elenco degli amici, con cui si può chattare, sia singolarmente che in gruppo.
Nella sezione del negozio è possibile utilizzare i punti ottenuti in gioco per acquistare nuovi giochi con uno sconto.

### Digital rights management
Quando è stato lanciato inizialmente, la versione Windows di Ubisoft Connect richiedeva ai giocatori di mantenere una connessione costante a Internet per giocare ai giochi abilitati per Uplay. I giochi di Uplay non si avviano senza una connessione Internet attiva, la perdita della connessione durante il gameplay interrompeva il gioco, rimandando gli utenti all'ultimo checkpoint o salvando a seconda del gioco specifico. Alcuni giochi, come Assassin's Creed II, sono stati successivamente aggiornati in modo da salvare la posizione esatta del giocatore prima della disconnessione e caricare la stessa quando la connessione internet veniva ristabilita. Lo schema è stato subito infestato da un attacco denial-of-service sui server DRM di Ubisoft all'inizio di marzo, rendendo Silent Hunter 5 e Assassin's Creed II non riproducibili per diversi giorni.
Il requisito always-on è stato tranquillamente revocato per i giochi Uplay esistenti verso la fine del 2010, dopo essere stato modificato in un'unica convalida al momento del lancio del gioco. Tuttavia, il requisito always-on è tornato nel 2011 con i giochi Driver: San Francisco e From Dust, questo requisito venne dichiarato esplicitamente da Ubisoft prima del rilascio e consisteva nel richiedere solo un'attivazione online una tantum durante l'installazione. From Dust venne successivamente aggiornato con una patch per rimuovere il requisito always-on.
A settembre 2012 i dipendenti Ubisoft hanno confermato in un'intervista che nessun altro gioco Ubisoft avrebbe utilizzato il requisito always-on, optando invece per un'attivazione una tantum del gioco al momento dell'installazione. Tuttavia The Crew ha richiesto al giocatore di essere sempre online per poter giocare, a causa della natura multiplayer del gioco.
Alcuni giochi Ubisoft richiedevano un pass online noto come "Uplay Passport" per accedere ai contenuti online e multiplayer. Nell'ottobre 2013, Ubisoft ha annunciato che avrebbe interrotto l'utilizzo dei pass online per i giochi futuri e ha reso disponibile immediatamente e gratuitamente Uplay Passport per Assassin's Creed IV: Black Flag.

### Accuse di rootkit
Nel luglio 2012 Tavis Ormandy, un ingegnere della sicurezza delle informazioni presso Google, affermò che il DRM di Uplay era un rootkit che poneva un serio rischio per la sicurezza. Il software installava un plug-in del browser che forniva l'accesso al sistema. Ormandy scrisse un codice proof-of-concept per l'exploit. L'exploit è stato corretto dalla versione 2.0.4, pubblicata il 30 luglio 2012.

## Accoglienza
L'indice di gradimento di Ubisoft Connect con i recensori e il pubblico è stato per la maggior parte negativo. John Walker scrivendo per conto di Rock Paper Shotgun lo ha definito come un disastro tecnico anche per via di un collasso del server poco prima che uscisse Far Cry 3 rendendo il gioco ingiocabile per un periodo temporaneo. Secondo Kyle Orland di Ars Technica ritiene che "Ubisoft Connect non è stato in grado di avvicinarsi alla community dei videogiocatori per PC" descrivendo una serie di errori tecnici e varie problematiche. Geoffrey Tim scrivendo per conto di lazygamer.net, lo ha definito la "cosa peggiore" di Ubisoft "peraltro eccellente" nei videogiochi, in particolare criticato per l'esecuzione a fianco di Steam quando i giochi di Ubisoft vengono acquistati su questa piattaforma. Patrick Klepek di Giant Bomb, sottolinea il fatto che il desiderio di Ubisoft di gestire un servizio di distribuzione non offriva alcun beneficio ai consumatori e descriveva le tattiche per persuadere le persone come irritanti e poco attraenti. Shawn Sanders di GadgetReview ha confrontato le tre principali piattaforme di distribuzione Uplay, Steam e Origin, inoltre ha criticato la piattaforma per l'utilizzo di grandi quantità di memoria, pur offrendo meno funzionalità rispetto ai suoi concorrenti. Brenna Hillier di VG247 disse che "Uplay è uno dei sistemi PC DRM meno popolari, ma tutto il tuo desiderio ardente che sarebbe morto non ha avuto successo".